# ده پرس‌خروپ
ده پرس‌خروپ (انگلیسی: De Persgroep) یک شرکت چاپ و نشر بلژیکی است که در بلژیک، دانمارک و هلند دارایی‌های رسانه‌ای دارد. این شرکت متعلق به خانواده فان تیلو است.